# Макарова, Инна Владимировна
И́нна Влади́мировна Мака́рова (28 июля 1926, Тайга, СССР — 25 марта 2020, Москва, Россия) — советская и российская киноактриса; народная артистка СССР (1985), лауреат Сталинской премии I степени (1949).

## Биография
Родилась 28 июля 1926 года в городе Тайга Томского округа Сибирского края в семье работников новосибирского радиокомитета Владимира Степановича Макарова и Анны Ивановны Герман. Детство и юность Инна провела в Новосибирске. Семья жила в Доме писателей.
В четвёртом классе школы записалась в драматический кружок. Во время Великой Отечественной войны вместе с товарищами ездила по госпиталям, выступала перед ранеными.
В 1943—1948 годах училась во ВГИК в мастерской Сергея Герасимова и Тамары Макаровой. Во время учёбы исполнила роль Кармен в одноимённой пьесе, поставленной Татьяной Лиозновой. Эту студенческую работу посмотрел Александр Фадеев и увидел в ней будущую исполнительницу роли Любови Шевцовой в фильме «Молодая гвардия», где Герасимов снял весь свой курс; при этом сам режиссёр изначально готовил ей роль Валерии Борц. За работу над картиной актриса была удостоена Сталинской премии I степени (наряду с режиссёром, оператором и группой других артистов).
Во время учёбы познакомилась с будущим мужем Сергеем Бондарчуком, который пришёл на курс после фронта. После свадьбы жили в подвальной комнате на Садово-Триумфальной улице. Затем, благодаря Сталинской премии, получили новую квартиру.
В 1948 году была зачислена в труппу Театра-студии киноактёра. Алла Тарасова, увидев её игру, хотела пригласить её во МХАТ, на что Герасимов возразил: «Она нужна для кинематографа».
Следующей значимой ролью в кино стала Катя Петрашень в фильме «Высота» (1957), затем — Варвара в картине «Дорогой мой человек» (1958). Сценарий к этому фильму, по словам Макаровой, писали специально под неё с Алексеем Баталовым, и актёры были утверждены без проб. Во время съёмок приняла решение развестись с Бондарчуком. Расставание было тяжёлым, после этого Макарова долго не выходила замуж.

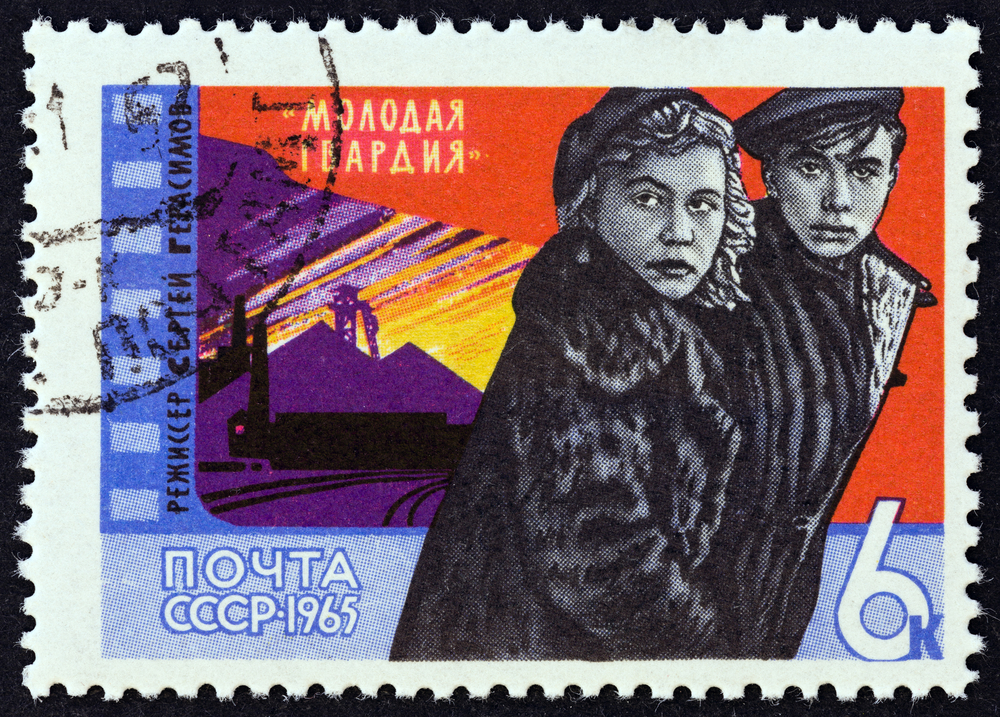
Почтовая марка СССР, 1965 г. — кадр из х/ф «Молодая гвардия»

В дальнейшем исполнила яркие и запоминающиеся роли в фильмах «Девчата», «Женитьба Бальзаминова», «Женщины», «Русское поле». В конце 1980-х годов стала редко сниматься, посвятив себя концертной деятельности. В начале — середине 2000-х годов вновь вернулась к актёрской карьере, играя в различных телесериалах.
Скончалась 25 марта 2020 года на 94-м году жизни в Москве, в ЦКБ, куда она была доставлена ранее в тяжёлом состоянии. Прощание с актрисой прошло 28 марта в траурном зале при Центральной клинической больнице. Похоронена на Троекуровском кладбище.
13 ноября 2021 года на Троекуровском кладбище на могиле артистки установили памятник.

## Семья
- Дед по отцу — Степан Родионович Макаров, из вятских переселенцев, гармонный мастер, имел отличный музыкальный слух, владел гармонью, гитарой и мандолиной[1][12].
- Дед по матери — Ван Людвиг Арман, из ссыльных австрийских поляков, католик. Женился на Ирине Самсоновне Варакиной, переселенке из-под Бронниц. При венчании был крещён в православие под именем Иван Михайлович Герман[12][13].
- Отец — Владимир Степанович Макаров, радиодиктор, писатель и поэт. В 1934 году был принят в члены Союза писателей СССР. Скончался, когда ему не было и тридцати пяти лет. «Пустяк — крошка попала не в то горло, острый абсцесс, а затем гангрена, омертвление лёгкого»[1].
- Мама — Анна Ивановна Герман, литературный редактор-корреспондент, работала в новосибирском радиокомитете, заведующей литературной частью местного ТЮЗа, затем — Новосибирского театра «Красный факел»[14]. Была подкидышем, но «поговаривали, и скорее всего так и было, что дочь Аннушка была настоящей, кровной дочерью Ивана Михайловича»[13]. Во время Великой Отечественной войны служила в 4-м гвардейском миномётном полку[3].
- Сестра — Нина. Её сын[1][15]:
  - Андрей Малюков — (1948—2021), режиссёр, продюсер; народный артист РФ (2004).
- Первый муж (1947—1959)[2] — Сергей Бондарчук (1920—1994), актёр и кинорежиссёр. Герой Социалистического Труда (1980), народный артист СССР (1952).
  - Дочь — Наталья Сергеевна Бондарчук (род. 1950), актриса и кинорежиссёр; заслуженная артистка РСФСР (1977), заслуженный деятель искусств РФ (2009).
    - Внук — Иван Николаевич Бурляев (род. 1976), композитор, арт-директор Международного форума кино, театра и боевых искусств «Золотой Витязь», генеральный директор продюсерского центра «Золотой Век».
    - Внучка — Мария Николаевна Бурляева (род. 1987), актриса.
- Второй муж (1973—2013) — Михаил Израилевич Перельман (1924—2013), хирург. Академик АМН СССР — РАМН.

## Фильмография

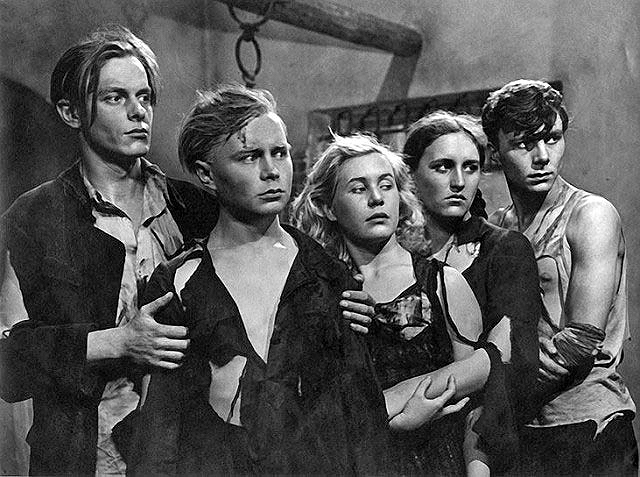
В роли Любови Шевцовой (в центре) в фильме «Молодая гвардия», 1948 год.

1. 1945 — Это было в Донбассе — партизанка
2. 1948 — Молодая гвардия — Любовь Шевцова
3. 1951 — Сельский врач — Баранова
4. 1952 — Возвращение Василия Бортникова — Фроська Блинова
5. 1955 — Дело Румянцева — Нонна Снегирёва
6. 1956 — Димитровградцы — Людмила Кузнецова
7. 1957 — Высота — Катя
8. 1958 — Наш корреспондент — Клаша Винокурова
9. 1958 — Дорогой мой человек — Варвара
10. 1961 — Девчата — Надя Ерохина
11. 1961 — Братья Комаровы — Комарова, мама
12. 1963 — Голубой огонёк-1963 — гостья «Голубого огонька»
13. 1963 — Молодожён (короткометражный) — Варя, жена Василия
14. 1964 — Палата — Зина
15. 1964 — Большая руда — Тамара, жена Пронякина
16. 1964 — Женитьба Бальзаминова — Анфиса
17. 1965 — Они не пройдут — Софья Якимова
18. 1965 — Женщины — Дуся Кузина
19. 1966 — Маленький беглец — Клава
20. 1968 — Новенькая — Анна Антоновна Васильцова
21. 1968 — Урок литературы — завуч Вера Петровна
22. 1969 — Преступление и наказание — Настасья
23. 1970 — Вас вызывает Таймыр — Елизавета Михайловна Кирпичникова
24. 1970 — Любовь Яровая — Дунька
25. 1971 — Русское поле — Мария Сергеевна Соловьёва
26. 1972 — Инженер Прончатов — Капитолина Алексеевна
27. 1973 — Друзья мои… (новелла «Чукотский марш») — мама Павлика Киселёва
28. 1973 — Неисправимый лгун — Зина Тютюрина
29. 1974 — Ещё не вечер — Инна Викторовна Ковалёва
30. 1975 — Невеста с севера — Наталья
31. 1975 — Пошехонская старина — Анна Павловна
32. 1976 — Моё дело — Зоя Демьяновна
33. 1979 — Безответная любовь — Лариса Антоновна Добрынина
34. 1982 — Контрольная по специальности — Инна Федотовна
35. 1982 — Печники — Зоя
36. 1982 — Живая радуга — Людмила Петровна
37. 1984 — Мёртвые души — губернаторша
38. 1985 — Детство Бемби — Нетла
39. 1986 — Лермонтов — Елизавета Алексеевна Арсеньева
40. 1986 — Юность Бемби — Нетла
41. 1987 — Ссуда на брак — Анна Казначеева
42. 1990 — Сороковой день — Ирина Семёновна
43. 1996 — Кафе «Клубничка» (серия № 140 «Квартирный обмен») — дама
44. 2005 — Звезда эпохи — врач
45. 2006 — Заколдованный участок — «Акупация»
46. 2006 — Капитанские дети (телесериал) — Эмилия Павловна Гринёва
47. 2006 — Большая любовь — Софья Михайловна
48. 2006 — Пушкин. Последняя дуэль — Екатерина Загряжская
49. 2007 — Одна любовь души моей — Екатерина Загряжская
50. 2007 — Оплачено смертью (телесериал) (фильм № 4 «Тайна вольных каменщиков») — Швецова
51. 2007 — Срочно в номер (телесериал) (фильм № 5 «Посмертный дебют») — Ушакова
52. 2015 — Тайна Снежной Королевы — Фея Времени
53. 2018 — Красная шапочка. Онлайн — актриса

### Участие в фильмах
1. 1996 — Николай Рыбников (из цикла телепрограмм канала ОРТ «Чтобы помнили») (документальный)
2. 1996 — Сергей Гурзо (из цикла телепрограмм канала ОРТ «Чтобы помнили») (документальный)
3. 2003 — Нонна Мордюкова. Я вспоминаю… (документальный)
4. 2006 — Алла на шее (документальный)
5. 2007 — Всенародная актриса Нина Сазонова (документальный)
6. 2007 — Сказка о Золушке, или Фемина совьетика (документальный)
7. 2008 — Алексей Баталов. Дорогой наш человек (документальный)
8. 2008 — Надежда Румянцева. Одна из девчат (документальный)
9. 2008 — Девчата (из цикла телепередач канала СТБ «Неизвестная версия»)
10. 2010 — И вечностью наполнен миг… (документальный)
11. 2010 — Николай Рыбников. Парень с Заречной улицы (документальный)
12. 2010 — Нонна Мордюкова. Такой её никто не знал (документальный)
13. 2011 — Георгий Юматов. Трагедия офицера (документальный)
14. 2011 — Главная роль для любимой актрисы (документальный)
15. 2012 — Женитьба Бальзаминова (из цикла документальных фильмов «Тайны советского кино»)
16. 2015 — Девчата (из цикла документальных фильмов «Тайны советского кино»)
17. 2016 — Инна Макарова. Судьба человека (документальный)[16]

## Награды и звания
- Заслуженная артистка РСФСР (23.10.1962)
- Народная артистка РСФСР (11.06.1971)
- Народная артистка СССР (02.09.1985)
- Сталинская премия первой степени (1949) — за исполнение роли Любови Шевцовой в фильме «Молодая гвардия» (1948)[17]
- орден Трудового Красного Знамени
- орден Дружбы (10.10.2002) — за многолетнюю плодотворную деятельность в области культуры и искусства[18]
- орден «За заслуги перед Отечеством» IV степени (28.07.2006) — за большой вклад в развитие отечественного киноискусства и многолетнюю творческую деятельность[19]
- Медаль «В память 850-летия Москвы»
- Медаль «За особый вклад в развитие Кузбасса» I степени (8 августа 2001) — за многолетнюю плодотворную работу, высокий профессионализм, значительный вклад в социально-экономическое развитие области[20]
- II Кинофорум «Золотой Витязь» в Москве (Премия «За выдающийся вклад в славянский кинематограф», 1993)
- Кинофестиваль «Виват кино России!» в Санкт-Петербурге (Специальный приз «Признание», 2006)
- Академик Российской академии кинематографических искусств «Ника».